# KkStB-Tenderreihe 14
| BNB A / kkStB 14          | BNB A / kkStB 14 | BNB A / kkStB 14 |
| Technische Daten          | Technische Daten | Technische Daten |
| ------------------------- | ---------------- | ---------------- |
| Anzahl der Achsen         | 3                | 3                |
| Baujahr                   | 1865–1900        | 1865–1900        |
| Stückzahl                 | 62 (?)           | 62 (?)           |
| Radstand                  | 3160 mm          | 3160 mm          |
| Laufrad-Ø                 | 995 mm           | 995 mm           |
| Wasser                    | 9,5 m³           | 10,0 m³          |
| Kohle                     | 6,0 m³           | 5,1 m³           |
| Leergewicht               | 12,0 t           | 12,9 t           |
| Dienstgewicht             | 27,0 t           | 28,0 t           |
| gekuppelt mit Lokomotiven | 123, 32, 147, 53 | 123, 32, 147, 53 |

Die kkStB-Tenderreihe 14 war eine Schlepptenderreihe der kkStB, deren Tender ursprünglich von der Böhmischen Nordbahn-Gesellschaft (BNB) stammten.
Die BNB beschaffte diese Tender ab 1865 von Ringhoffer in Prag-Smichov, von Sigl in Wien und von der Wiener Neustädter Lokomotivfabrik.
Die Tender unterschieden sich leicht in ihren Dimensionen (vgl. Tabelle).
Nach der Verstaatlichung der BNB reihte die kkStB die Tender als Reihe 14 ein.